# Comuna Birchiș, Arad
Birchiș (în maghiară: Marosberkes, în germană: Birkisch) este o comună în județul Arad, Banat, România, formată din satele Birchiș (reședința), Căpâlnaș, Ostrov și Virișmort.

## Demografie
Componența etnică a comunei Birchiș
     Români (85,35%)
     Romi (7,85%)
     Alte etnii (6,8%)
Componența confesională a comunei Birchiș
     Ortodocși (76,98%)
     Penticostali (12,48%)
     Baptiști (2,05%)
     Alte religii (1,46%)
     Necunoscută (7,03%)
Conform recensământului efectuat în 2021, populația comunei Birchiș se ridică la 1.707 locuitori, în scădere față de recensământul anterior din 2011, când fuseseră înregistrați 1.854 de locuitori. Majoritatea locuitorilor sunt români (85,35%), cu o minoritate de romi (7,85%). Din punct de vedere confesional, majoritatea locuitorilor sunt ortodocși (76,98%), cu minorități de penticostali (12,48%) și baptiști (2,05%), iar pentru 7,03% nu se cunoaște apartenența confesională.

## Politică și administrație
Comuna Birchiș este administrată de un primar și un consiliu local compus din 11 consilieri. Primarul, Laurențiu-Răzvan Pașca[*], de la Partidul Național Liberal, este în funcție din 1 noiembrie 2024. Începând cu alegerile locale din 2024, consiliul local are următoarea componență pe partide politice:
|  | Partid                          | Consilieri | Componența Consiliului | Componența Consiliului | Componența Consiliului | Componența Consiliului |
|  | ------------------------------- | ---------- | ---------------------- | ---------------------- | ---------------------- | ---------------------- |
|  | Partidul Național Liberal       | 4          |                        |                        |                        |                        |
|  | Alianța pentru Unirea Românilor | 4          |                        |                        |                        |                        |
|  | Partidul Social Democrat        | 3          |                        |                        |                        |                        |

## Atracții turistice
- Biserica Ortodoxă din satul Căpâlnaș
- Castelul "Mocioni-Teleki" din Căpâlnaș, construcție secolul al XIX-lea
- Defileul Mureșului (sit de importanță comunitară inclus în rețeaua europeană Natura 2000 în România)